# 金鼻眶灯鱼
金鼻眶灯鱼（学名：Diaphus chrysorhynchus），又名相模眶灯鱼，为灯笼鱼科眶灯鱼属的鱼类。分布于日本、夏威夷以及东海等海域,屬深海魚類，棲息深度可達213-587公尺，體長可達1.1公分。该物种的模式产地在夏威夷。

## 扩展阅读
維基物種上的相關：金鼻眶灯鱼